# História do alpinismo
A história do alpinismo está intimamente ligada às montanhas, que sempre fizeram parte da história da Humanidade por se tratarem de obstáculos a serem transpostos em viagens, explorações e/ou migrações.
Até à Idade Média, os homens evitavam os cumes, sobre os quais se criaram rumores e lendas. Por exemplo, em 1387 os magistrados de Lucerna expulsaram o monge Niklaus Bruder e cinco outros religiosos que haviam tentado subir o Monte Pilatus da região.
O alpinismo moderno nasceu em 8 de agosto de 1786, quando dois franceses, o médico Michel Paccard e o cristaleiro Jacques Balmat, motivados por um prémio oferecido por Horace-Bénédict de Saussure (considerado o fundador do alpinismo), venceram os 4810 m do Monte Branco, na fronteira entre França e Itália.

## O Humanismo
No século XVI a nova perceção do mundo devido ao humanismo abriu as portas aos primeiros esboços do alpinismo. Foi em 1518 que se fez a primeira ascensão do Monte Pilatus (Lucerna). Konrad Gessner exaltava as montanhas helvéticas. Mas foi sobretudo o interesse pelas ciências naturais levantado no Iluminismo e o sentimento da natureza magnificada pelo Romantismo que tiveram por efeito uma multiplicação de viagens através de montes e vales no século XVIII. Assim, em  1723, Johann Jakob Scheuchzer relata minuciosamente os Itinera per Helvetiae alpinas regiones de 1702 a 1711. A Schesaplana Bergreis de Nicolin Sererhard publicada cerca de 1730 passa por ser o mais antigo texto de uma excursão nos Alpes Orientais. Laurent Joseph Murith, botânico e prior do Grand Saint Bernard, foi o primeiro a subir o Monte Vélan em  1779. Geógrafo, botânico e geólogo, o padre Placidus Spescha, do convento de Disentis, é o primeiro a atingir o Rheinwaldhorn durante um passeio na natureza em  1789.

## Os Alpes
As mais altas perspetivas, no sentido próprio, deveriam no entanto abrir-se ao alpinismo depois da conquista do Monte Branco pelo naturalista genebrino Horace Bénédict de Saussure e os seus companheiros em  1786-1787. Durante a primeira metade do século XIX, foram sobretudo os glaciólogos tais que Louis Agassiz, Edouard Desor ou Franz Joseph Hugi, ou o explorador inglês William Windham que foram atirados pelos  Alpes berneses e Alpes valaisanos, quando as necessidades da cartografia que trouxeram a conquista do Jungfrau em  1811 e do Piz Bernina em  1850. Editado por Karl Ulysses von Salis, Conhecimento preciso dos Alpes (em alemão:  Alpina, eine Schrift, der genaueren Kenntnis der Alpen gewidmet) foi em  1806 o primeiro anuário do género.

### França
Em 1492, Antoine de Ville escalou o Mont Aiguille, na França, apesar das inúmeras superstições existentes a respeito de seu cume. Em 1744 ocorre a chegada ao cume (chamada pelos montanhistas de "conquista"), do Monte Titlis, nos Alpes Berneses; em 1770, a do Monte Buet, no Maciço do Giffre, Alpes Ocidentais, e, em 1779, o Monte Vélan, nos Alpes Peninos, também é conquistado.

### Inglaterra
Os alpinistas ingleses tiveram um papel fundamental naquilo que  é conhecido pela idade de ouro do alpinismo, e do qual participaram ativamente  grandes nomes  como Edward Whymper, Albert F. Mummery, Frederick Gardiner, etc

## Outros continentes
No fim do século XIX e início do século XX ocorreu uma verdadeira corrida a conquistas de montanhas até então inexploradas. Assim, em 1868, os ingleses conquistaram os principais picos do Cáucaso. Na cordilheira dos Andes, o Chimborazo (6267 m) foi vencido em 1880, e o Aconcágua (6959 m) em 1897. Em 1889 foi conquistado o Kilimanjaro (5895 m), na África, e o Monte McKinley (6194 m), no Alasca, em 1913. O Monte Everest, ponto culminante do planeta, com 8848 m de altitude, foi finalmente conquistado pelo neozelandês Edmund Hillary e pelo xerpa Tenzing Norgay, em 1953

## O Himalaia
Entre 1950 e 1964, "os 8000" do Himalaia foram todos conquistados devido a verdadeiras expedições. A que foi conduzida pelo suíço Albert Eggler foi a segunda a atingir o cume do monte Everest, logo depois da de Edmund Hillary e Tenzing Norgay a 29 de maio de 1953, e a primeira ascensão do Lhotse foi em  1956. Em 1960, os alpinistas realizaram sob direção de Max Eiselin a primeira do Dhaulagiri. Depois do tirolês Reinhold Messner e o polaco Jerzy Kukuczka, o suíço Erhard Loretan conquista por sua vez os 14 cumes com mais de 8000 m de altitude.
Em 1978, a União Internacional das Associações de Alpinismo juntou cinco graus à escala das dificuldades criadas por Wilhelm Welzenbach em 1947, e que na origem só contava seis.

### Primeiras suíças
Primeiras ascensões nos Alpes suíços e primeiras realizadas por suíços nos  Andes e no Himalaia
| Ano  | Cume (maciço)         | Altitude (m) | Alpinista                                                                                                 |
| ---- | --------------------- | ------------ | --- |
| 1744 | Titlis                | 3 239        | I. Hess, J.E. Waser e dois outros monges de Engelberg                                                     |
| 1811 | Jungfrau              | 4 158        | J.R. e H. Meyer, J. Bortis, A. Volker                                                                     |
| 1812 | Finsteraarhorn        | 4 274        | A. Volker, J. Bortis, A. Abbühl                                                                           |
| 1824 | Töd                   | 3 614        | A. Bisquolm, P. Curschellas                                                                               |
| 1850 | Les Diablerets        | 3 210        | G.S. Studer, M. Ulrich, J.D. Ansermoz, J. Madutz                                                          |
| 1850 | Piz Bernina           | 4 049        | J.W. Coaz, J. e L. Raguth Tscharner                                                                       |
| 1855 | Ponta Dufour          | 4 634        | E.J. Grenville Smyth, C. Smyth, C. Hudson, J. Birbeck, E.-J. Stephenson, U. Lauener, J. e M. Zum Taugwald |
| 1858 | Eiger                 | 3 970        | C. Barrington, C. Almer, P. Bohren                                                                        |
| 1858 | Dom                   | 4 545        | J.L. Davies, J. Zum Taugwald, J. Kronig, H. Brantschen                                                    |
| 1859 | Bietschhorn           | 3 934        | L. Stephen, J. Siegen, J. Ebener                                                                          |
| 1861 | Schreckhorn           | 4 078        | L. Stephen, C. e P. Michel, U. Kaufmann                                                                   |
| 1861 | Weisshorn             | 4 505        | J. Tyndall, J.J. Benet/Bennen, U. Wenger                                                                  |
| 1862 | Dent Blanche          | 4 357        | T.S. Kennedy, W. Wigram, J.B. Croz, J. Kronig                                                             |
| 1864 | Rothorn de Zinal      | 4 221        | L. Stephen, F.C. Grove, M. Anderegg, J. Anderegg                                                          |
| 1865 | Monte Cervino         | 4 478        | E. Whymper, D.R. Hadow, C. Hudson, F. Douglas, M.A. Croz, P. Taugwalder pai e filho                       |
| 1897 | Aconcágua (Andes)     | 6 958        | M. Zurbriggen                                                                                             |
| 1956 | Lhotse (Himalaya)     | 8 516        | E. Reiss, F. Luchsinger                                                                                   |
| 1960 | Dhaulagiri (Himalaya) | 8 167        | E. Forrer, A. Schelbert, M. Vaucher, H. Weber, P. Diener                                                  |

Fonte:Musée alpin suisse, Berna

## Clubes de alpinismo
Os refúgios de montanha são geralmente propriedade do clube alpino do respetivo país que por sua vez fazem parte dos Clubes do Arco Alpino (CAA) que foi fundado a 18 de Novembro de 1995 em Schaan no Liechtenstein.
(Ver lista dos clubes em  Categoria:Clubes de Montanhismo)

### Na Suíça
Como é confirmado no mosteiro do Grand Saint Bernard já em 1129, o acompanhamento dos peregrinos, comerciantes ou viajantes pelos autóctones tomou um desenvolvimento considerável depois da descoberta dos Alpes e profissionalizou-se a partir da idade de ouro do alpinismo. Assim, no cantão do Valais, foi editado o primeiro regulamento sobre a profissão de guia de montanha que iria ser sucedido por numerosos regulamentos e mesmo por leis cantonais.
Fundada em 1906 e composta quase exclusivamente por membros do cantão de Uri e do cantão de Berna, uma primeira associação de guias suíços foi substituída em 1929 pela atual Associação Suíça de Guias de Montanha, que no entanto só se viria a desenvolver depois da Segunda Guerra Mundial, sob a direção de Christian Rubi e dos seus sucessores. Em 1998, contava já com 1300 membros (dos quais 11 mulheres), dos quais metade já exerciam a atividade a tempo completo. A formação implica uma parte teórica e outra prática, durante um curso de três anos, tanto no verão como no inverno. Em 2000, a Association Suisse des Écoles d'Alpinisme, fundada em 1969, reunia 29 centros repartidos entre Genebra e Pontresina.